# Galéas Marie Sforza
Pour les autres membres de la famille, voir Famille Sforza.
Galéas Marie Sforza, en italien Galeazzo Maria Sforza, né à Fermo (Marches) le 24 janvier 1444 et mort à Milan le 26 décembre 1476, est un noble qui est duc de Milan. Galéas Marie fait partie de la famille Sforza qui domine la région milanaise et est célèbre pour son mécénat. Il est le fils de Francesco Sforza, un général populaire, allié de Cosme de Médicis, et de Blanche Marie Visconti.
Ayant assuré un gouvernement en demi-teinte, marqué par ses goûts artistiques et son caractère cruel, tyrannique et lubrique, Galéas est assassiné le 26 décembre 1476 dans l'église Saint-Étienne (Santo Stefano) de Milan.

## Biographie
Comte de Pavie du vivant de son père, il a déjà sa propre Maison. Quand son père décède le 8 mars 1466, il devient duc de Milan à sa suite, à l'âge de 22 ans. Immédiatement après la mort de son père, il est rappelé d'urgence par sa mère alors qu'il combat avec sa troupe armée au service de Louis XI pendant la guerre du Bien public. Après un périple rocambolesque à travers les lignes ennemies, il rejoint Milan et écarte sa mère du pouvoir pour pouvoir gouverner d'une poigne de fer. II se marie, cette même année, avec la fille de Louis III de Mantoue, Dorothée de Gonzague (1449-1467) qu'il répudie malgré l'expression d'un réel amour et qui décède l'année suivante, le 24 avril 1467, à Pavie. 
Il se présente comme le double héritier de la dynastie des Sforza et de celle des Visconti à laquelle sa mère appartenait. Il hérite des appartements ducaux du Palazzo dell'Arengo proches du Duomo, au centre de Milan, qu'il quitte en janvier 1467 pour le château de la Porta Giovia, contre l'avis de ses conseillers, prenant ainsi ses distances avec les Milanais. Tout comme son père, il se heurte au refus de l'empereur de lui accorder le titre ducal.
Il n'est pas un brillant soldat et engage des condottieres pour mener ses guerres comme Ludovico Gonzaga de Mantoue. Pour se légitimer, il associe son règne à Jean Galéas Visconti, premier duc de Milan, et instaure une cour fastueuse dont il exclut progressivement les proches de son père pour imposer ses propres courtisans. Il restaure et décore la forteresse de la Porta Gloria pour accueillir les festivités célébrant son accession. Il voyage beaucoup dans ses terres. Pour Noël 1467, il accueille à Pavie sa sœur Ippolita et son mari Alphonse II de Naples accompagnés de Federico da Montefeltro, duc d'Urbino. C'est l'occasion de fêtes, joutes et banquets qui se déroulent à Pavie et à Milan. 
Il dépense sans compter, fait fortifier la cité et construit plusieurs forteresses tout en développant les activités artisanales et agricole, notamment l'élevage des vers à soie et la plantation du riz, deux productions très recherchées. 
Alors que son père avait conclu des fiançailles secrètes avec Bonne, la fille du comte de Savoie, il envisage d'autres alliances dont une avec Barbara, la fille de son voisin condottiere Ludovico Gonzaga. Après s'être réjoui du portrait qu'il en avait fait faire, son choix se porte toutefois sur Bonne de Savoie bien que ce projet politique déplaise au gouvernement vénitien qui exerce une pression militaire sur les frontières du Milanais. A la fin juin 1468, il se rend à sa rencontre accompagné par Federico da Montefeltro. Après son mariage, il vit principalement à Pavie, sa résidence favorite. Il y fait restaurer la forteresse des Visconti qui possède une riche bibliothèque dans laquelle est entreposé un manuscrit des poèmes de Virgile,annoté de la main de Pétrarque. Mais il y apprécie surtout le grand parc Visconti et son pavillon de chasse le Mirabello où il peut s'adonner à sa passion pour la chasse.
Au printemps 1471, Galéas Marie se rend en pèlerinage à Santissima Annuziata de Florence avec une escorte de courtisans. Il est logé chez Laurent de Médicis. Il rentre en passant par Lucques et par Gênes avant de se rendre à Mantoue d'où il surveille la succession du duc de Ferrare Borso d'Este. Il découvre à cette occasion les magnifiques résidences de ses hôtes et décide de rivaliser avec les Médicis, les Este et les Gonzague sur le terrain du mécénat. 
En 1474, il fait transférer la dépouille du duc Jean Galéas Visconti, auquel il cherche à s'identifier, dans la tombe dans laquelle il veut être enterré dans la chartreuse de Pavie. L'année suivante, pour la fête de la Saint-Georges, il rompt la tradition d'amitié établie par son père avec Louis XI et proclame son alliance avec le duc de Bourgogne Charles le Téméraire dont il admira la magnificence. Cette alliance est célébrée en grande pompe à Milan.

## Politique
La politique de Galéas Marie, qui se veut brillante, est souvent maladroite et absolutiste, à l'image de celle des Visconti. Ses vassaux sont obligés de se rendre à la cour pour la célébration des grandes fêtes liturgiques, Noël, Pâques et la Saint-Joseph. Fêtée au printemps à Milan, cette dernière commémore l'avènement du nouveau duc sous la forme d'une messe solennelle en la cathédrale. Galéas Maria se sert de ces évènements pour renforcer ses liens avec la noblesse locale et pour affirmer sa suprématie. Noël est la fête principale lors de laquelle il réunit tous ses vassaux pour recevoir leur hommage. Ainsi, le 26 décembre 1468, 55 familles viennent prêter serment d'allégeance au château de la Porta Giovia. La présence des nobles et des officiers y est obligatoire, les dignitaires étrangers et toutes les élites y participent. A cette occasion, le duc distribue des étrennes aux membres de sa Maison et aux ambassadeurs, accorde des grâces et relâche des prisonniers.
La cour est au cœur d'un pouvoir tout à la fois politique et sacré. Elle est organisée comme la hiérarchie céleste avec au sommet le duc, puis sa famille, les nobles, les ambassadeurs des autres princes, et enfin les officiers ducaux. Le gouvernement est absolu. Sforza convoque rarement les conseils, s'appuie sur la chancellerie et les officiers des finances. La justice frappe des familles éminentes pour leur extorquer l'argent servant à financer ses dépenses fastueuses.

## Mécénat
Galéas fut un mécène particulièrement actif dans le domaine de la musique. Sous sa direction et grâce à ses appuis financiers, sa chapelle grandit jusqu'à devenir l'un des ensembles musicaux les plus importants en Europe. Des compositeurs et des chanteurs du nord de l'Europe, qui domine alors la scène musicale, en particulier de l'école franco-flamande et des Pays-Bas, mais aussi d'Angleterre et d'Allemagne, affluèrent pour composer et chanter dans sa chapelle. Dans une lettre datée du 23 novembre 1472, il demande au plus grand compositeur de l'époque, Johannes Ockeghem, alors musicien en titre de son allié le roi de France Louis XI, son aide afin de recruter les chanteurs de la chapelle qu'il est en train de constituer. Loyset Compère fait partie des noms qui lui sont proposés. Il est déjà un important compositeur de motets et de chansons quand il est recruté par le duc. Son nom apparait dans des listes des membres de la chapelle ducale de 1476. Ces artistes écrivirent pour Sforza des messes, des motets et de la musique séculière. Parmi eux, on pouvait trouver Alexander Agricola, Johannes Martini et Gaspar van Weerbeke.   La plupart des chanteurs de la chapelle quittèrent le domaine de Sforza après son assassinat et trouvèrent du travail ailleurs. D'autres villes comme Ferrare devinrent des lieux privilégiés pour les musiciens.

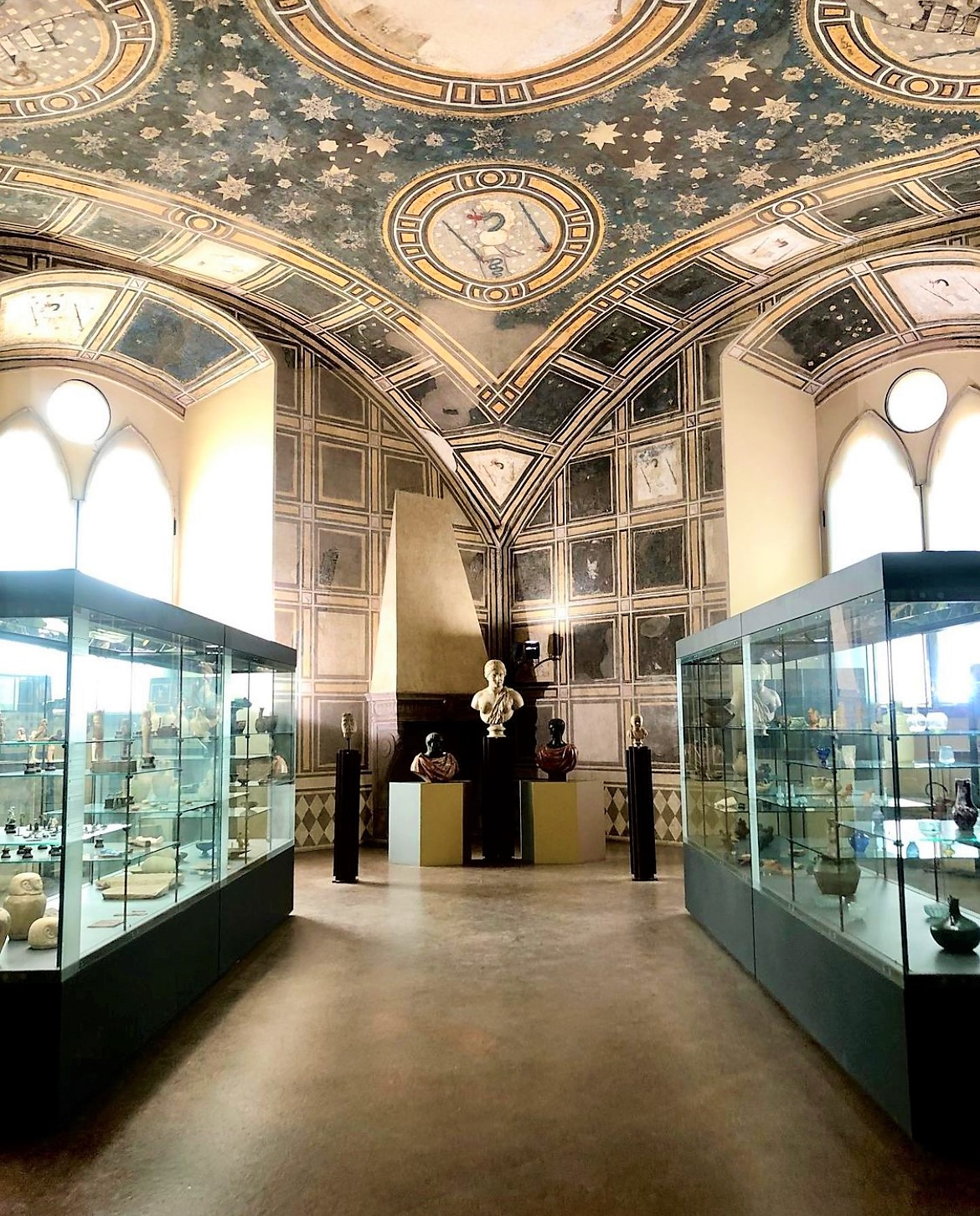
Sala azzurra, 1469, château Visconti, Pavie.

Il poursuit les travaux de ses prédécesseurs à la cathédrale de Milan, à l'Ospedale Maggiore et à la chartreuse de Pavie. Il entreprend des travaux principalement dans ses châteaux de Pavie et de Milan. Il fait peindre un cycle de fresques à l'étage supérieur du château de la Porta Giovia. Deux salles sont ornées de motifs décoratifs. Une scène de chasse où sont représentés le duc, ses frères Filippo, Sforza Maria et Ludovico avec quelques intimes, décore la Sala Grande. Les portraits des quatre derniers ducs de Milan et de leurs femmes, les deux derniers Visconti, Francesco Sforza et Galéas Marie avec son fils de 2 ans sont peints sur les murs de la saletta. 
Désirant rivaliser avec La Chambre des Époux peinte par Mantegna dans le palais ducal de Mantoue, il engage une vaste campagne de décoration du château de Pavie. À partir de 1474, il fait ériger la façade de la chartreuse sous la conduite de deux équipes de sculpteurs, l'une autour des frères Cristoforo et Antonio Mantegazza qui ont été choisis par ses soins, l'autre autour de Giovanni Antonio Amadeo qui a été choisi par les moines.
Il a peu d'intérêt pour la littérature et l'humanisme, et commande peu d'ouvrages.

## Caractère
Malgré son amour de la musique. Avide de conquêtes féminines, il délaisse ses compagnes pour les offrir à ses courtisans une fois qu'il a obtenu ce qu'il souhaite. Il ordonne un jour l'exécution d'un braconnier en le forçant à avaler la fourrure complète du lièvre qu'il a abattu. Un homme fut cloué à son cercueil et un prêtre, qui avait prédit un règne court pour le souverain, fut puni en le laissant mourir de faim. Ce côté tyrannique lui attire de nombreux ennemis à Milan. Il fait régner un climat de terreur dans la ville, enlevant les épouses et les filles de ses ennemis qu'il soumet à la torture comme ses adversaires politiques.
De nombreux témoins rapportent les exploits sexuels d'un prince libidineux qui a un goût prononcé pour les jeunes hommes et qui pratique le sadisme avec délectation.

## Assassinat

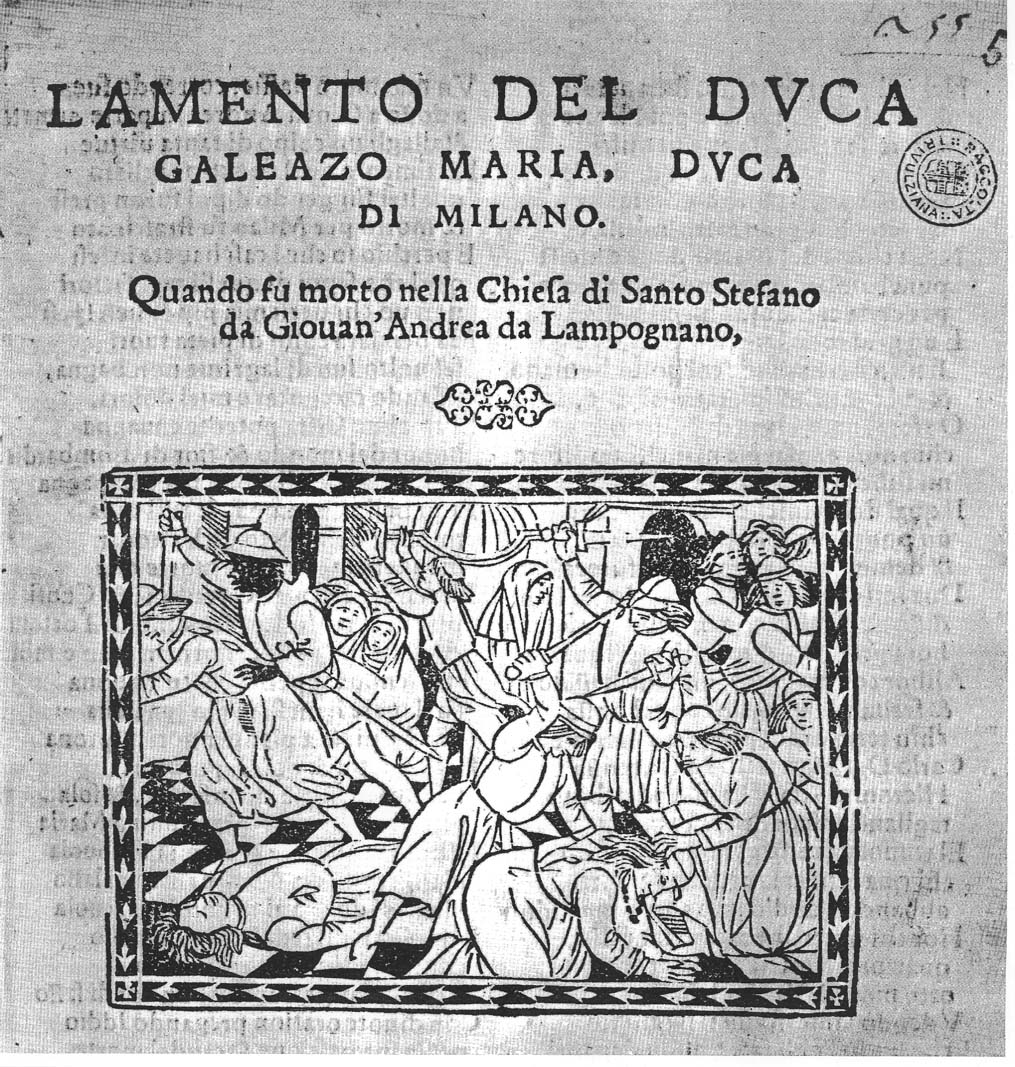
L'assassinat de Galéas. On y voit Lampugnani en fuite et tué à gauche et les trois autres meurtriers s'acharnant sur Sforza.

Trois personnes conspirèrent contre Galéas : Carlo Visconti (it), Girolamo Olgiati (it) et Giovanni Andrea Lampugnani (it), tous officiers haut gradés à la cour de Milan.
Lampugnani, descendant de la noblesse milanaise, est considéré comme le meneur de l'assassinat. Son conflit avec Galéas était d'ordre territorial, durant un épisode où l'intervention de Galéas fit perdre une grande partie des possessions de la famille Lampugnani. Visconti et Olgiati avaient également des griefs à l'encontre du duc : Olgiati était un idéaliste républicain et Visconti, lointain cousin de l'ancienne famille ducale des Visconti, en voulait à Sforza pour avoir pris la virginité de sa sœur.
Après avoir étudié les faits et gestes du duc, les conspirateurs lancèrent leur opération le lendemain de Noël en 1476, le jour officiel de saint Étienne, dont l'église devait être le théâtre du meurtre. Aidés d'environ trente amis, les trois officiers attendirent l'arrivée du duc à l'église pour la messe. Quand Galéas arriva, Lampugnani s'agenouilla devant lui et après quelques mots, se leva soudainement et le poignarda à l'aine et dans la poitrine. Le duc s'écria d'après un témoin, Orfeo Cenni da Ricavo : Io son morto! (« je suis mort ! »). Olgiati, Visconti et un domestique de Lampugnani arrivèrent à leur tour pour frapper le duc. Galéas succomba rapidement et tous les assassins prirent la fuite. Mais Lampugnani s'empêtra dans des rideaux de l'église et fut tué par la garde de Galéas. La foule s'empara du cadavre du criminel qui fut traîné dans la ville, fouetté et battu puis finalement pendu tête en bas devant sa maison. Le lendemain, le corps fut décapité et sa main droite, celle qui avait porté le couteau, fut amputée, brûlée puis exposée.

## Conséquences
Malgré de vives réactions au début, le gouvernement rendit rapidement justice. Les conspirateurs n'avaient pas réellement pensé aux conséquences de leur acte et furent appréhendés quelques jours après. Visconti, Olgiati et le domestique furent exécutés publiquement et leurs corps exposés. Les assassins affirmèrent avoir été encouragés par l'humaniste Cola Montano qui avait quitté Milan quelques mois auparavant et qui haïssait Galéas après avoir été fouetté en public. D'autres éléments indiquent que le meurtre s'inscrivait dans la conspiration des Pazzi, une tentative de renversement de la famille Médicis à Florence.
Sous la torture, Olgiati prononça les paroles célèbres : « Mors acerba, fama perpetua, stabit vetus memoria facti » (La mort est amère, mais la gloire immortelle, le souvenir de mon geste durera pour toujours).
Après la mort de Galéas, son fils Jean Galéas lui succède.
Ce meurtre est révélateur de l'aigreur accumulée pendant de longues années et de la fragilité de la nouvelle lignée.

## Descendance
Le premier mariage de Galéas Marie avec Dorothée de Gonzague n'a pas de descendance.
De son mariage avec Bonne de Savoie naissent quatre enfants :
- Jean Galéas II (1469-1494) qui devient duc à la mort de Galéas Marie et épouse Isabelle de Naples (1470-1524)
- Ermes (1470-1503) qui devient marquis de Tortona
- Blanche-Marie (1472-1510) qui épouse, en 1493, l'empereur Maximilien Ier
- Anna (1476-1497) qui épouse, en 1491, Alphonse Ier, duc de Ferrare.

Galéas Marie a également plusieurs enfants illégitimes, dont quatre de la comtesse Lucrèce Landriani :
- Carlo Sforza, comte de Magenta (1461 - 9 mai 1483), épouse Bianca Simonetta (décédée en 1487), avec qui il a deux filles, Angela Sforza (1479-1497) et Ippolita Sforza (1481-1520). Cette dernière épouse Alessandro Bentivoglio dont elle a une fille, Violante, devenue l'épouse du condottiere Giovanni Paolo Ier Sforza, fils illégitime de Ludovic Sforza et de Lucrezia Crivelli.
- Catherine Sforza, dame d'Imola, comtesse de Forli (1463 - 28 mai 1509).
- Alessandro Sforza, seigneur de Francavilla (1465-1523), épouse Barbara dei Conti Balbiani di Valchiavenna, par qui il a une fille, Camilla.
- Chiara Sforza (1467-1531), épouse Pietro, comte dal Verme di Sanguinetto et seigneur de Vigevano, puis Fregosino Fregoso, seigneur de Novi.

Cette dernière maîtresse accompagne le duc dans ses déplacements mais habite une maison séparée du palais avec ses enfants.
Il a également deux fils de mère inconnue :
- Ottaviano (1477-ca 1541) qui devient évêque de Lodi et d'Arezzo
- Galeazzo (1478-1515) qui est comte de Melzo.

### Sources primaires
- (it) Giuseppe Chiesi ( éd.), Ticino ducale : il carteggio e gli atti ufficiali, vol. II : Galeazzo Maria Sforza, t. I : 1466-1468, Bellinzone, Edizioni dello Stato del Cantone Ticino, 1999, XX-720 p. (ISBN 88-7713-281-7).
- (it) Giuseppe Chiesi ( éd.), Ticino ducale : il carteggio e gli atti ufficiali, vol. II : Galeazzo Maria Sforza, t. II : 1469-1472, Bellinzone, Edizioni dello Stato del Cantone Ticino, 2001, XVIII-764 p. (ISBN 88-7713-356-2).
- (it) Giuseppe Chiesi ( éd.), Ticino ducale : il carteggio e gli atti ufficiali, vol. II : Galeazzo Maria Sforza, t. III : 1473-1476, Bellinzone, Edizioni dello Stato del Cantone Ticino, 2003, XVIII-656 p. (ISBN 88-7713-402-X).